# سيباستيان شينو
سيباستيان شينو (بالفرنسية: Sébastien Chenu)، هو سياسي فرنسي وُلد في 13 أبريل 1973 في بوفيه (واز).
كان عضوًا في الحزب الجمهوري، ثم في حزب الديمقراطية الليبرالية ثم في الاتحاد من أجل حركة شعبية. شارك في تأسيس جمعية GayLib للدفاع عن حقوق مجتمع الميم؛ ثم أصبح الأمين العام لحزب الاتحاد من أجل حركة شعبية. شغل منصب نائب رئيس مكتب الوزيرة كريستين لاغارد، من عام 2005 إلى 2007.
في عام 2014، انضم إلى حركة التجمع الأزرق الداكن، التابعة للجبهة الوطنية، وهو الحزب الرئيسي لليمين المتطرف في فرنسا. أصبح مستشارًا لمارين لوبان، وعُين مندوبًا وطنيًا وأصبح مستشارًا إقليميًا لمنطقة أو دو فرانس في عام 2016. في الانتخابات التشريعية لعام 2017، أُنتُخب نائبًا في الدائرة التاسعة عشرة من نور. عُيّن بعد ذلك متحدثًا باسم الجبهة الوطنية، التي أصبحت التجمع الوطني في عام 2018. حصلت القوائم التي قادها في الانتخابات الإقليمية لعام 2021 في منطقة أو دو فرانس على 25.6٪ من الأصوات في الجولة الثانية، خلف قوائم كزافييه برتراند. شغل منصب نائب رئيس الجمعية الوطنية من 2022 إلى 2024. أُعيد انتخابه نائبًا في الانتخابات التشريعية المبكرة لعام 2024.